# Келети, Мартон
Ма́ртон Ке́лети (венг. Keleti Márton; родился 26 апреля 1905, Будапешт, Австро-Венгрия, теперь Венгрия — 20 июня 1973, там же) — венгерский кинорежиссёр, сценарист и педагог.

## Биография
Начинал свой путь как ассистент режиссёров Пала Фейёша и Ласло (Ладислауса) Вайды. В 1937 году дебютировал как кинорежиссёр («Невеста из Тороцко»). В 1939—1944 годах, как еврей, был отстранён от работы в кинематографе. 
После освобождения Венгрии от фашистов вернулся к творчеству. Был одним из ведущих и очень плодовитых кинорежиссёров Венгрии. Снимал разножанровое кино: социальные драмы, исторические ленты, экранизации классики, музыкальные и комедийные фильмы. С 1950 года — преподавал в Высшей школе театра и кино. Среди учеников — Иштван Гааль.
Фильмы Келети часто участвовали в программах международных кинофестивалей: 2-й Каннский кинофестиваль («Учительница»), 4-й Каннский кинофестиваль («Странный брак», внеконкурсной программа), 7-й Каннский кинофестиваль («Малый грош»), Первый Московский международный кинофестиваль («Вчера»)

## Избранная фильмография

### Режиссёр
- 1937 — Вики / Viki
- 1937 — Невеста из Тороцко / Torockói menyasszony
- 1937 — Кури, Ладаньи / Te csak pipálj Ladányi
- 1937 — Злой муж / A harapós férj
- 1938 — Борча в Америке / Borcsa Amerikában
- 1938 — Трудно быть отцом / Nehéz apának lenni
- 1945 — Учительница / A tanítónö
- 1947 — Осада Бестерце / Beszterce ostroma (по роману Кальмана Миксата)
- 1948 — Мишка-аристократ / Mágnás Miska
- 1949 — Яника / Яника (по пьесе Штеллы Адорьян)
- 1950 — С песней по жизни / Dalolva szép az élet
- 1950 — Странный брак / Különös házasság (по роману Кальмана Миксата)
- 1951 — Новички на стадионе / Civil a pályán
- 1952 — Эркель[1] / Erkel (в советском прокате «Венгерские мелодии»)
- 1953 — С юным сердцем / Ifjú szívvel
- 1953 — Малый грош / Kiskrajcár
- 1954 — Выше голову / Fel a fejjel (в советском прокате «Судьба клоуна»)
- 1954 — Пикси и Микси в цирке / Pixi és Mixi a cirkuszaban
- 1955 — Мост жизни / Az élet hídja
- 1956 — Чудесный нападающий / A csodacsatár
- 1958 — Последнее приключение Дон Жуана / Don Juan legutolsó kalandja
- 1958 — Красавица и цыган / La belle et le tzigane (совместно с Жаном Древилем — Франция)
- 1959 — Вчера / Tegnap
- 1960 — Рассвет / Virrad
- 1961 — Ружья и голуби / Puskák és galambok
- 1961 — Это была только шутка / Nem ér a nevem
- 1961 — Пока не наступит завтра / Amíg holnap lesz
- 1962 — Два признания / Két vallomás
- 1962 — Дождливое воскресенье / Esös vasárnap
- 1963 — Лебединая песня / Hattyúdal
- 1964 — Однажды двадцать лет спустя / Ha egyszer húsz év múlva
- 1964 — Смена / Váltás
- 1964 — Чужой человек / Az idegen ember
- 1965 — Младший сержант и другие / A tizedes meg a többiek
- 1966 — История моей глупости / Butaságom története
- 1966 — Переменная облачность / Változó felhözet
- 1966 — Я, Игнац Страснов, мошенник / Én, Strasznov Ignác, a szélhámos
- 1967 — Дьявольское тело / Az ördögök teste
- 1967 — Сто первый сенатор / A százegyedik szenátor I
- 1967 — Сто первый сенатор 3 / A százegyedik szenátor III
- 1967 — Этюд о женщинах / Tanulmány a nökröl
- 1968 — Опрометчивый брак / Elsietett házasság
- 1968 — Рыцари «Золотой перчатки» / Az aranykesztyü lovagjai
- 1969 — История и частная жизнь / Történelmi magánügyek
- 1969 — Минувшее лето / Régi nyár
- 1969 — Я, Ференц Пренн / Én, Prenn Ferenc
- 1970 — Ференц Лист — Грёзы любви / Szerelmi álmok - Liszt (совместно с СССР)
- 1970 — Беглец № 0416 / A 0416-os szökevény
- 1971 — Вилла на Лидо / Villa a Lidón
- 1972 — Беги, чтобы тебя поймали / Fuss, hogy utolérjenek!
- 1972 — У меня было 32 имени / Harminckét nevem volt
- 1973 — Герцог Боб / Bob herceg
- 1973 — Палко Чином / Csínom Palkó (закончен Дьюлой Месарошем; в советском прокате - «Орлиные перья»)

### Сценарист
- 1937 — Невеста из Тороцко / Torockói menyasszony
- 1962 — Два признания / Két vallomás

## Награды

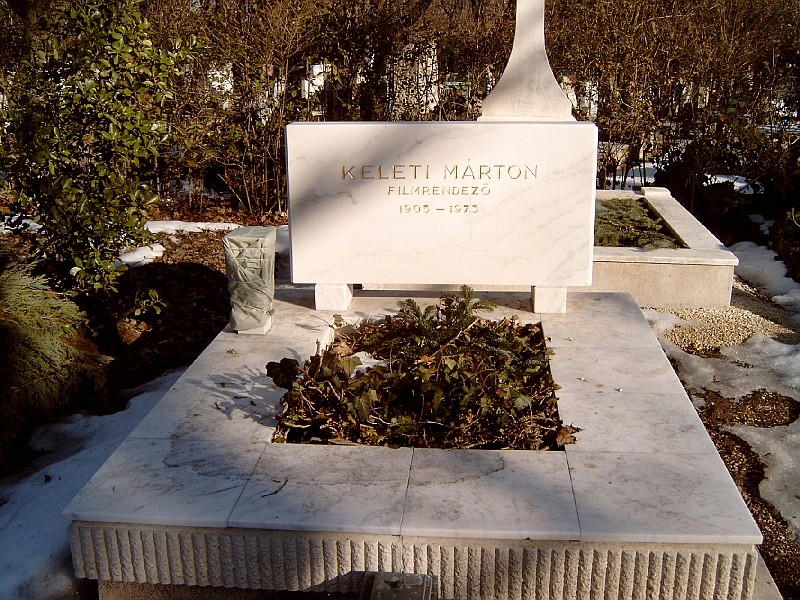
Могила Мартона Келети на кладбище Фаркашрети в Будапеште

- 1951 — Премия имени Кошута
- 1953 — Премия имени Кошута
- 1954 — Премия имени Кошута
- 1965 — Народный артист ВНР